# Алапаєвськ (станція)
Алапа́євськ — вузлова залізнична станція Свердловської залізниці, залізничний вокзал міста Алапаєвська Свердловської області Російської Федерації. Входить до Єкатеринбурзького центру організації роботи залізничних станцій ДЦС-2 Свердловської дирекції управління рухом. Розташована на перетині напрямків на Нижній Тагіл, Єгоршино, Сєров.
Лінії у всіх напрямках одноколійні. Напрямки на Нижній Тагіл і Єгоршино електрифіковані (постійний струм напругою 3 кВ), на Сєров — тепловозна тяга.

## Інфраструктура
Будівля вокзалу і пасажирська платформа розташовані біля одного (головного) шляху станції. Колійний розвиток складається з 12 прийомно-відправних колій, колій локомотивного депо, вагонного експлуатаційного депо ВЧДЕ-16 і вантажного контейнерного майданчика. Для переходу на протилежний бік станції є пішохідний міст. 
До станції прилягає залізнична колія незагального користування Алапаєвського металургійного заводу. Також станція поєднана з залізничними під'їзними коліями заводу «Стройдормаш», Алапаєвського деревообробного комбінату та Алапаєвської вузькоколійної залізниці.

## Пасажирський рух
Станція приймає дві пари електропоїздів із Нижнього Тагіла: один прямує далі на Єгоршино, для другого станція — кінцева. Дві пари приміських поїздів на тепловозній тязі прямують до Єгоршина і далі до Єкатеринбургу, ще дві пари — до Сєрова і станцій Предтурьє і Сосьва-Нова. Рух пасажирських поїздів далекого та місцевого сполучення не здійснюється з 2010 року.